# Robert Indiana
Robert Indiana, all'anagrafe Robert Clark (New Castle, 13 settembre 1928 – Vinalhaven, 19 maggio 2018), è stato un artista, scenografo e costumista statunitense, associato al movimento della Pop Art.

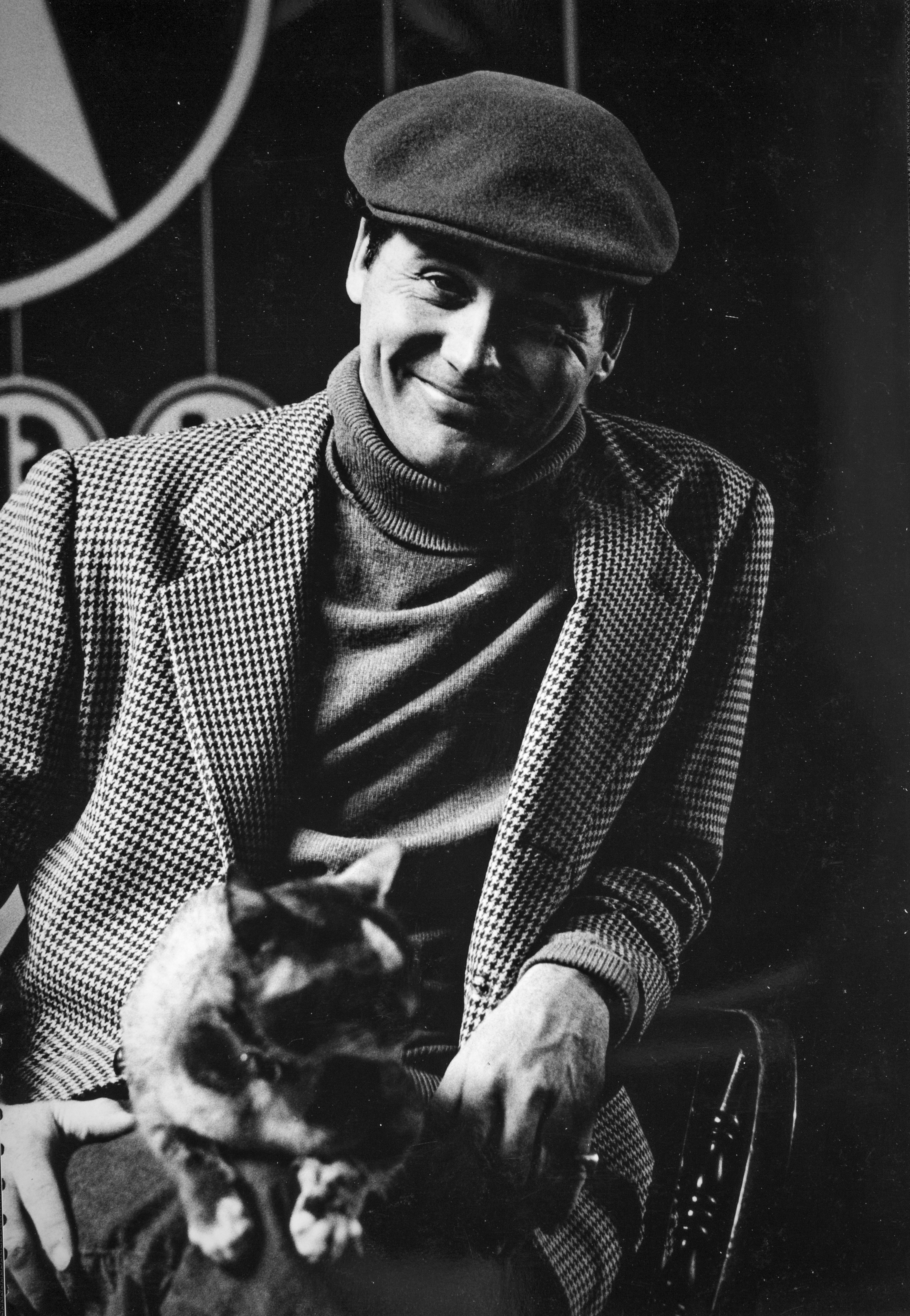
Robert Indiana

Indiana si trasferì a New York nel 1954 e si unì al movimento della Pop Art, usando caratteristici disegni di immagini per realizzare approcci di arte commerciale mescolati con l'esistenzialismo, che evolsero gradualmente verso ciò che Indiana chiama "poesie scultoree". L'opera di Indiana spesso consiste di immagini audaci, semplici, iconiche, in particolare numeri e parole brevi come "EAT", "HUG" e "LOVE". È noto anche per aver dipinto lo straordinario campo da pallacanestro un tempo usato dai Milwaukee Bucks nel palazzetto dello sport di quella città, lo U.S. Cellular Arena, con una grande forma ad M che occupa le due metà del campo. La sua scultura nell'atrio del grattacielo Taipei 101, chiamata 1-0 (2002, alluminio), usa numeri multicolori per suggerire la conduzione del commercio mondiale e i modelli della vita umana.

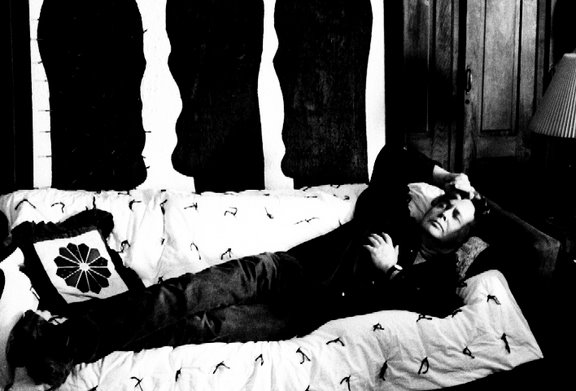
Robert Indiana al riposo nel Maine

Indiana è stato scenografo e costumista teatrale, come nella produzione realizzata nel 1976 dalla Santa Fe Opera de La madre di tutti noi (The Mother of Us All) di Virgil Thomson, basata sulla vita della suffragetta statunitense Susan B. Anthony. Dopo gli attentati dell'11 settembre 2001, Indiana produsse una serie di Dipinti della pace  (Peace Paintings), che furono esposti a New York nel 2004.
Indiana visse come residente nella città isola di Vinalhaven, Maine, dal 1978. Apparve nel film Eat (1964) di Andy Warhol, che consiste in un'unica ripresa da 45 minuti di Indiana che mangia un fungo.

## LOVE

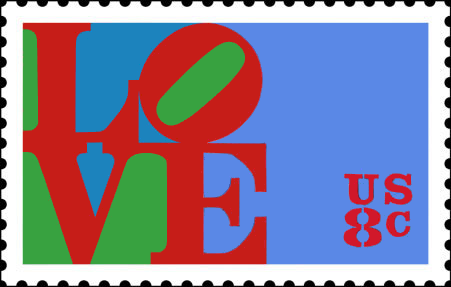
Francobollo LOVE

L'immagine più nota tra quelle realizzate da Indiana è senza dubbio la parola love ("amore") a lettere maiuscole, disposte in un quadrato con la lettera O inclinata. Questa immagine, creata dapprima per una cartolina natalizia per il Museum of Modern Art nel 1964, fu inclusa nel 1973 su un francobollo celebrativo da otto centesimi emesso dal Servizio postale degli Stati Uniti, il primo della loro serie regolare di "love stamps".
Versioni scultoree di questa immagine sono state installate nei seguenti luoghi degli Stati Uniti: 
- Sixth Avenue a New York
- S O della Biblioteca Fairchild-Martindale, campus della Lehigh University Asa Packer
- Campus del Pratt Institute a Brooklyn, New York
- Indianapolis Museum of Art, Indianapolis, Indiana
- Centro civico di Scottsdale
- LOVE Park di Filadelfia
- Giardino delle sculture del New Orleans Museum of Art
- Campus del Middlebury College, Vermont[3][4]
- Campo della University of Pennsylvania, Filadelfia
- Museum of Art presso la Brigham Young University, Utah
- Campus dell'Ursinus College a Collegeville, Pennsylvania
- Scottsdale Museum of Contemporary Art a Scottsdale, Arizona
- Area della piscina del Red Rock Resort Spa and Casino a Las Vegas
- Campus della Wichita State University a Wichita, Kansas
- Parco cittadino City Park a New Orleans, Louisiana

Fuori dagli Stati Uniti versioni scultoree dell'immagine di Indiana sono state installate nei seguenti luoghi:
- Taipei 101 a Taipei, Taiwan (espone anche 1-0 di Indiana)[2]
- Quartiere finanziario di Nishi-Shinjuku (I-Land Building) a Tokyo, Giappone
- Orchard Road a Singapore
- Plaza del Sagrado Corazón a Bilbao, Paesi Baschi Spagna
- Fuori dal 1445 di West Georgia Street a Vancouver, Canada
- Praça do Rossio a Lisbona, Portogallo
- Paseo del Prado a Madrid, Spagna
- Alexander Tamanyan Park, Erevan, Armenia,
- Hôtel XIXe Siècle a Montréal, Canada

Una scultura di Indiana raffigurante la parola ebraica per "amore" (ahava) è in mostra all'Israel Museum a Gerusalemme, Israele

### La questione dei diritti d'autore
Indiana non riuscì a registrare i diritti d'autore per la sua immagine e pertanto trovò difficoltà a scoraggiarne l'uso non autorizzato. L'immagine è stata riprodotta e parodiata innumerevoli volte in sculture, manifesti e soprammobili da tavolo tridimensionali. Ne sono state fatte versioni in ebraico, cinese e spagnolo. Essa influenzò fortemente la copertina originale del libro per il romanzo Love Story di Erich Segal. Una parodia apparve sulla copertina di un album dei Rage Against the Machine, Renegades, come anche sulla copertina per il singolo degli Oasis 'Little by Little', dall'album del 2002 Heathen Chemistry, e nella copertina dell'album Il primo bacio sulla Luna di Cesare Cremonini. L'artista londinese D*Face ha recentemente parodiato l'immagine rendendo la parola hate (cioè "odio") con la A rovesciata. L'artista belga Eddy Gabriel ne ha fatto un'altra versione usando la parola lost ("perduto"). Evan Greenfield ha aggiornato la scultura con la sua scultura I'm Lovin' It.

### La cultura dello skateboard
L'emblema LOVE è stato adottato dai praticanti di skateboard e appare frequentemente nelle riviste e nei video di questa disciplina. Dopo che la pratica dello skateboard è stata bandita nel LOVE Park di Filadelfia, l'emblema è stato utilizzato dalle organizzazioni che si oppongono al bando.